# Scolopendra robusta
Scolopendra robusta (лат.) — вид губоногих многоножек (Chilopoda) из рода сколопендры (Scolopendra). Вид встречается в тропических и субтропических лесах северной части Южной Америки: Бразилии, Перу, Эквадоре.